# Пакистан на літніх Олімпійських іграх 1960
Пакистан брав участь у Літніх Олімпійських іграх 1960 року у Римі (Італія) втретє за свою історію, і завоював одну золоту і одну бронзову медалі.

## Золото
- Хокей на траві, чоловіки.

## Бронза
- Боротьба, чоловіки — Мухаммад Башир.